# Papasidero
Papasidero ist eine italienische Gemeinde mit 604 Einwohnern (Stand 31. Dezember 2023) in der Provinz Cosenza in Kalabrien.

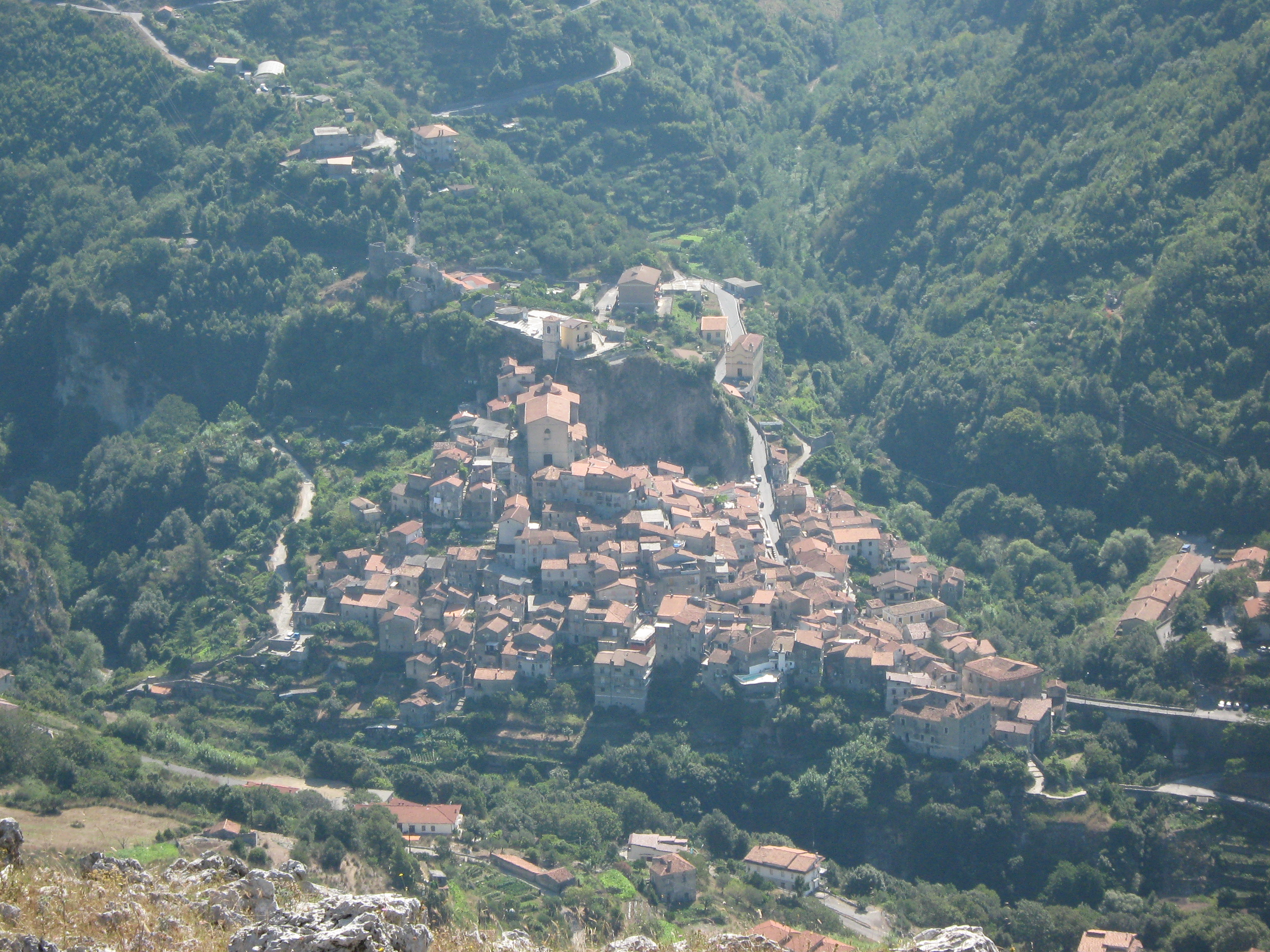
Panorama

Das Gebiet der Gemeinde liegt auf einer Höhe von 208 m über dem Meeresspiegel und umfasst eine Fläche von 54 km². Papasidero liegt etwa 110 km nordwestlich von Cosenza am Fluss Lao. Die Nachbargemeinden sind Aieta, Laino Castello, Mormanno, Orsomarso, Praia a Mare und Santa Domenica Talao. Der Ort hatte eine Haltestelle an der Bahnstrecke Lagonegro–Spezzano Albanese.
Der Bischof von Locri-Gerace, Francesco Oliva, wurde 1951 in Papasidero geboren.